# Drosera pulchella

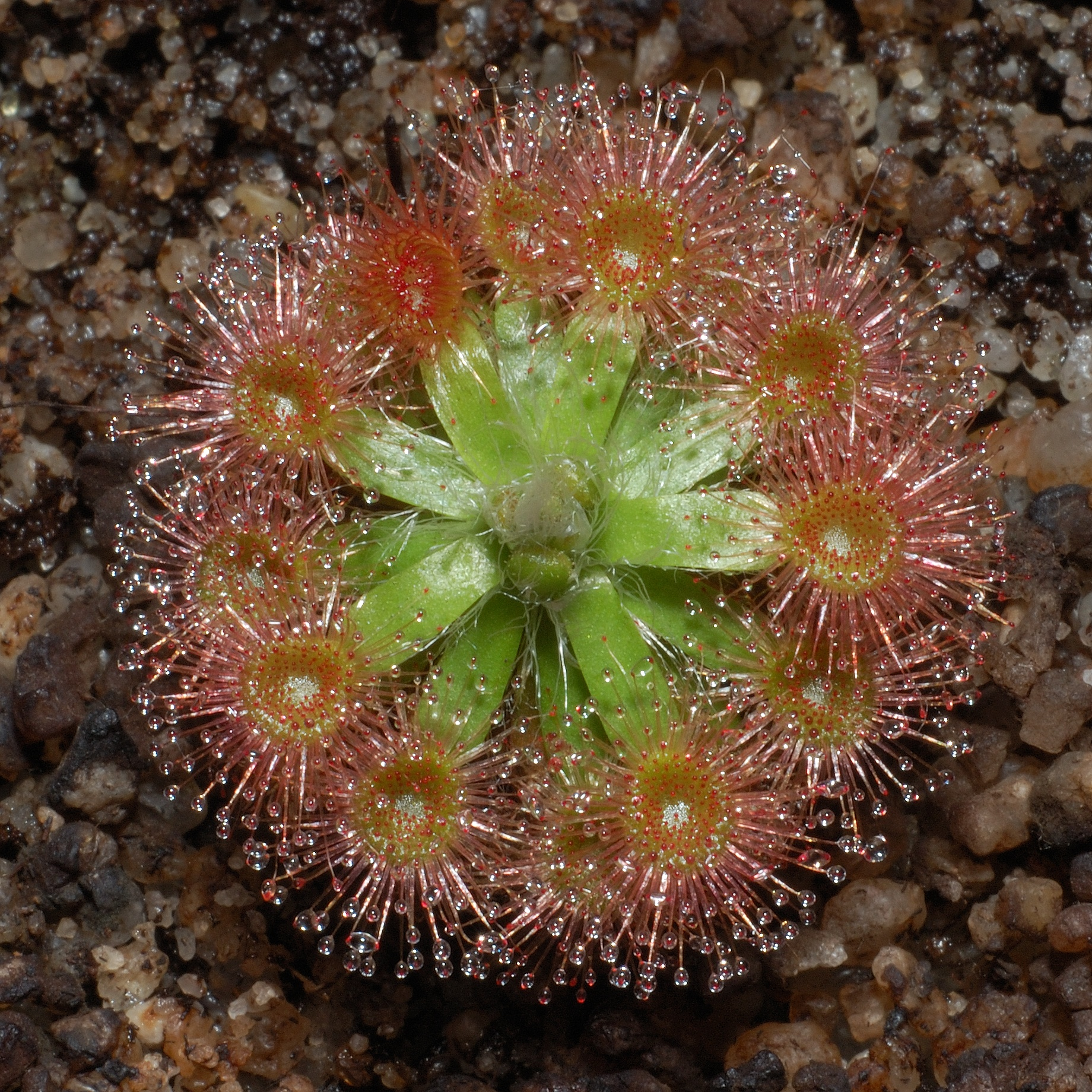
Drosera pulchella, Habitus (in Kultur)

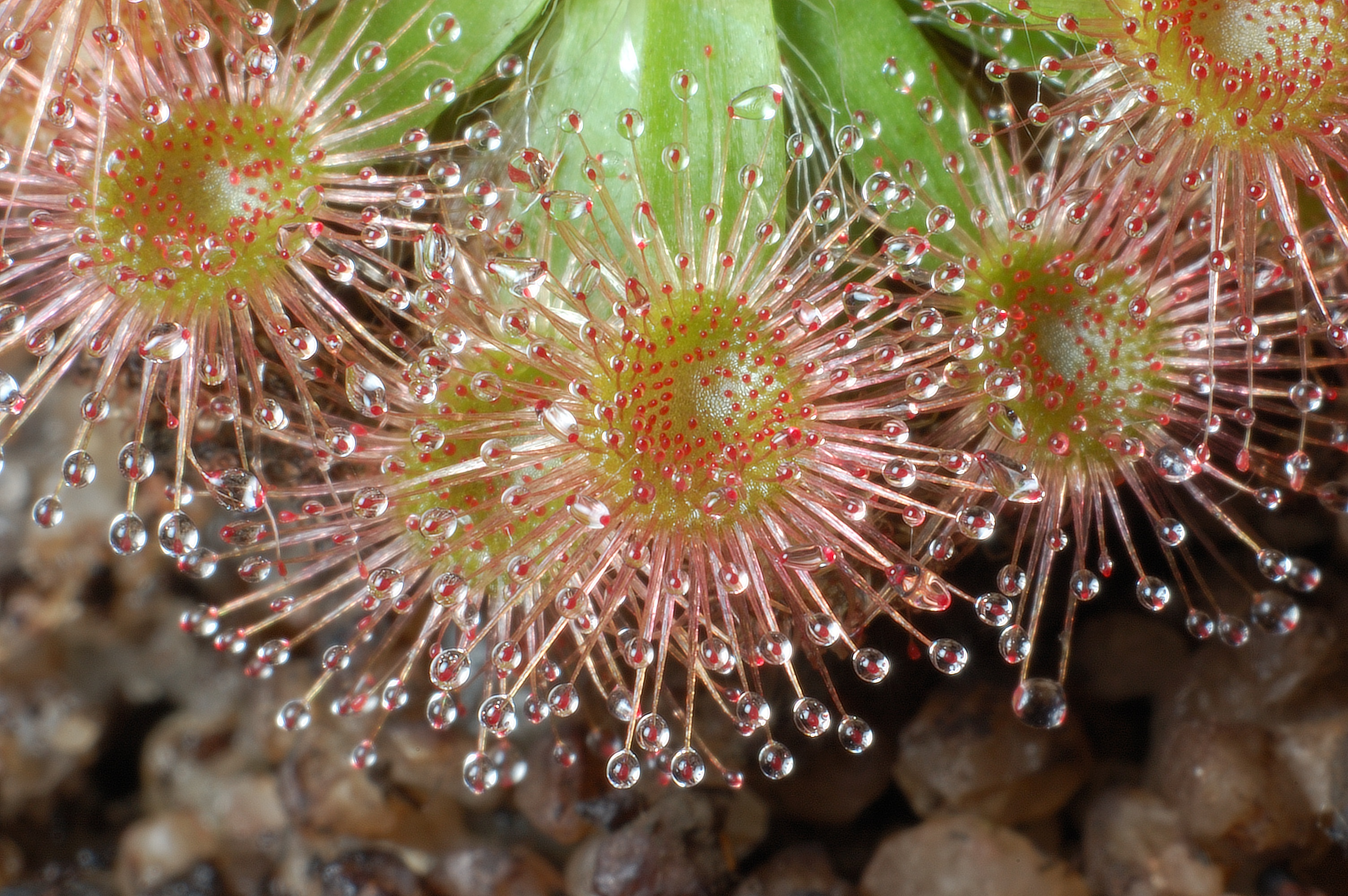
Drosera pulchella, Blattspreiten

Verbreitung von Drosera pulchella in Australien

Drosera pulchella ist eine fleischfressende Pflanze aus der Gattung Sonnentau (Drosera) und der Gruppe  Zwergsonnentau und ist im südwestlichen Australien heimisch.

## Beschreibung
Drosera pulchella ist eine mehrjährige, krautige Pflanze. Diese bildet eine flache, am Boden liegende, rosettenförmige Knospe aus Blättern mit einem Durchmesser von etwa 3 cm. Die Sprossachse ist kurz und nur mit wenigen oder gar keinen welken Blättern der Vorsaison bedeckt. 
Die Knospe der Nebenblätter ist konisch, 6 mm lang und 2,5 mm im Durchmesser an der Basis. Die Nebenblätter selbst sind 6 mm lang, 3 mm breit, 2 mm breit an der Basis und dreilappig. Der mittlere Lappen ist in 3 Segmente unterteilt und 3,5 mm lang. Das zentrale Segment ist einfach gefranst. Das äußere Paar ist an der Spitze in 2 Fransen geteilt und 5 mm lang. Der äußere Rand ist gezahnt und die Spitze in 2 kurze Fransen geteilt. 
Die Blattspreiten sind annähernd kreisförmig, 4,5 mm lang und 4 mm breit. Die längeren Tentakeldrüsen befinden sich am Rand, kürzere in Inneren. Auf der Unterseite befinden sich ebenfalls einige Drüsen. Die Blattstiele sind bis zu 8,5 mm lang, am Ansatz 1 mm breit, erweitern sich in der Mitte auf 2 mm und verjüngen sich abrupt auf 1 mm an der Blattspreite. Sie sind halb lanzenförmig und an den Rändern mit wenigen Drüsen besetzt. 
Blütezeit ist Dezember bis Januar. Die ein bis vier Blütenstände sind 4 cm lang und komplett mit Drüsen besetzt. Der Blütenstand ist ein Wickel aus 3 bis 8 Blüten an rund 2,5 mm langen Blütenstielen. Die breit umgekehrt eiförmigen Kelchblätter sind 2 mm lang und 2 mm breit. Die Spitzen sind unregelmäßig gezahnt und mit einigen weißen, zylindrischen, rotköpfigen Drüsen besetzt. Die Kronblätter sind blassrosa, dunkelrosa, weiß oder orange, umgekehrt eiförmig, 4,5 mm lang und 3,5 mm breit.
Die fünf Staubblätter sind 2 mm lang. Die Fäden sind weiß, die Staubbeutel gelb und die Pollen blassgelb. Der blassgrüne Fruchtknoten ist kugelförmig, eingesenkt, 0,8 mm lang und 1,1 mm im Durchmesser. Die 5 weißen, horizontal gestreckten Griffel sind 1 bis 1,5 mm lang und 0,1 mm im Durchmesser. Die Narben sind weiß, sichelförmig, 1 bis 1,5 mm lang und etwas breiter als die Griffel.
Typisch für Zwergsonnentaue ist die Bildung von Brutschuppen: Die elliptischen, 0,4 mm dicken Brutschuppen werden gegen Ende November bis Anfang Dezember in großer Zahl gebildet und haben eine Länge von ca. 1,2 mm und eine Breite von 0,8 mm.

## Verbreitung, Habitat und Status
Drosera pulchella kommt nur auf einer kleinen Fläche im äußersten Südwesten Australiens vor. Die Pflanze gedeiht dort auf Sand, torfigem Sand, Torf, Laterit und Lehmböden an den Rändern von Seen, Sümpfen und Flüssen in Wald oder offenem Land. Bekannte Populationen befinden sich bei Perth, Augusta und Albany. Die Art ist häufig in der Südwestecke von Westaustralien. Sie ist auf vielen unterschiedlichen Böden zu finden, aber nur an Stellen, die über das ganze Jahr feucht sind. Nahe der Scott River Region, östlich von Augusta, sind Formen mit auffällig gefärbten Blüten zu finden.

## Systematik
Der Name pulchella kommt aus dem Lateinischen und bedeutet „Schöner Sonnentau“ (pulchellus = schön, charmant).
Drosera pulchella ist leicht an den sehr breiten Blattstielen zu erkennen.
Die Art wurde bereits 1844 von J. G. C. Lehmann beschrieben.